# 哈爾費蒂

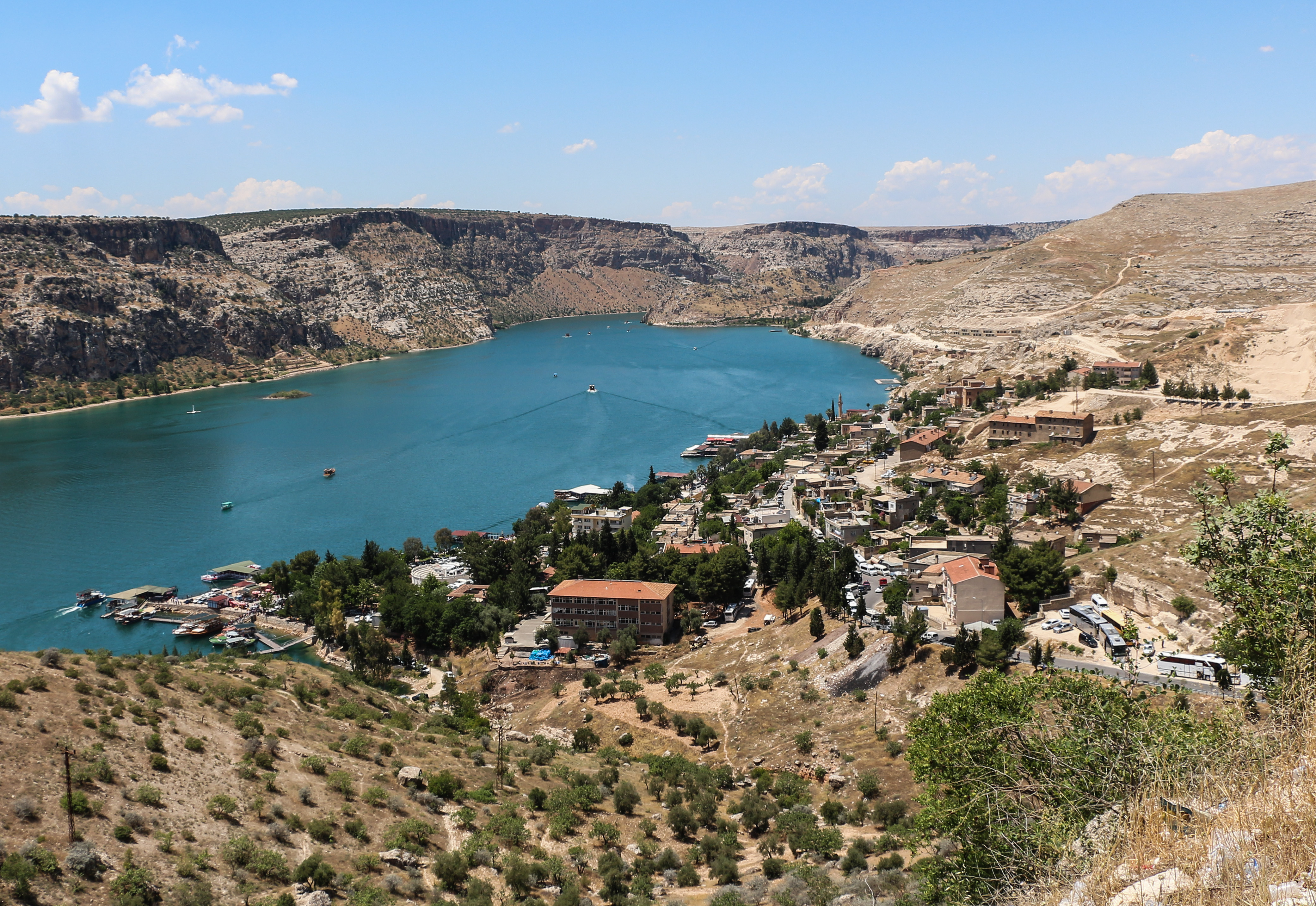
哈爾費蒂

哈爾費蒂是土耳其的城鎮，由尚勒烏爾法省負責管轄，位於該國東南部幼發拉底河畔，距離首府尚勒烏爾法120公里，面積643平方公里，2008年人口9,609。